# Lašťany
Lašťany (hanácky Laščane) jsou vesnice, dnes součást obce Bělkovice-Lašťany v okrese Olomouc. Tvoří jednu ze dvou základních sídelních jednotek této obce. Lašťanská náves se nachází severně od Trusovického potoka, který obcí protéká.
Na návsi stojí kaple svatého Floriána, na křižovatce u hlavní ulice kaple Panny Marie Lurdské.

## Název
Na vesnici bylo přeneseno původní pojmenování jejích obyvatel. Jak ukazují nejstarší doklady (1078, 1160), znělo zprvu Lažané. To se zakládá na obecném láz, což bylo označení pozemku na okraji lesa vzniklého vypálením lesního porostu. Od roku 1249 je doložena podoba Lažčané odvozená od lazec, což byla zdrobnělina základního láz. Význam místního jména tedy byl "obyvatelé lázu/lazce". Doklady z roku 1249 a 1275 Lažčas jsou příkladem bezpředložkového lokativu: "v Lažčanech". Z výslovnosti Laščany vznikla dnešní podoba Lašťany pravidelnou hláskovou změnou šč > šť.

## Historie
Poprvé jsou Lašťany zmiňovány v roce 1078, kdy je kníže Ota I. Olomoucký daroval nově založenému klášteru Hradisko. Po zrušení kláštera v roce 1784 je spravoval státní náboženský fond a v roce 1825 je koupil hrabě Filip Ludvík Saint Genois. Ovšem už po roce 1848 po skončení patrimoniální správy se staly samostatnou obcí v politickém a soudním okrese Šternberk (sousední Bělkovice naproti tomu patřily do okresu Olomouc-venkov). V roce 1960 byly spojeny s blízkými Bělkovicemi v jednu obec Bělkovice-Lašťany, která je od té doby součástí okresu Olomouc.
Rodákem z Lašťan byl Josef Bryks, voják, letec a účastník protinacistického odboje.

## Obyvatelstvo
| 1869 | 1880 | 1890 | 1900 | 1910 | 1921 | 1930 | 1950 | 1961 | 1970 | 1980  | 1991  | 2001 | 2011  | 2021  |
| ---- | ---- | ---- | ---- | ---- | ---- | ---- | ---- | ---- | ---- | ----- | ----- | ---- | ----- | ----- |
| 624  | 715  | 677  | 696  | 751  | 819  | 921  | 811  | —    | 952  | 1 153 | 1 093 | 958  | 1 131 | 1 254 |

| 1869 | 1880 | 1890 | 1900 | 1910 | 1921 | 1930 | 1950 | 1961 | 1970 | 1980 | 1991 | 2001 | 2011 | 2021 |
| ---- | ---- | ---- | ---- | ---- | ---- | ---- | ---- | ---- | ---- | ---- | ---- | ---- | ---- | ---- |
| 85   | 91   | 98   | 100  | 110  | 124  | 163  | 193  | —    | 222  | 283  | 325  | 298  | 344  | 387  |